# Linia kolejowa Przybysław – Lgów
Linia kolejowa Przybysław – Lgów – zlikwidowana wąskotorowa linia kolejowa łącząca stację Przybysław ze stacją Lgów. Linia należała do Jarocińskiej Kolei Powiatowej

## Historia
Linia otwierana była w dwóch etapach. 3 listopada 1909 roku do użytku oddano odcinek Przybysław - Konstancin. 3 sierpnia 1911 roku linię przedłużono do Lgowa. Linia była jednotorowa o rozstawie szyn wynoszącym 600 mm. Na przełomie lat 60. i 70. XX wieku na linii wstymano ruch towarowy a w latach 1978-1979 fizycznie ją zlikwidowano. Na linii odbywał się wyłącznie ruch towarowy.